# Coop Norden
Coop Norden AB var en nordisk detailhandelsvirksomhed med butikker i Danmark, Norge og Sverige. Coop Norden AB drev virksomhed fra 2002 frem til udgangen af 2006, hvor selskabet overdrog de nationale Coop-virksomheder til andre ejere. I Danmark blev Coop Danmark A/S tilbageoverdraget til FDB.
Ud over Coop Danmark indgik følgende nationale Coop-virksomheder i Coop Norden:

## Ejerforhold
- Danske FDB ejede 38%
- Norske coop NKL ejede 20%
- svenske KF ejede 42 %[2]

## Coop Norge
Coop Norge AS driver Coop NKL's tidligere butikker:
- Coop Byggmix
- Coop Extra
- Coop Marked
- Coop Mega
- Coop Obs!
- Coop Obs! Bygg
- Coop Prix

## Coop Sverige
Coop Sverige AB, omfatter KF's butikker:
- Coop Forum
- Coop Konsum
- Coop Extra
- Coop Nära
- Coop Bygg

## Læs mere
- Coop Danmark
- Kooperativ

## Eksterne links
- Coop Danmark
- Coop Norden